# Elena Aleksandrovna Smirnova
Elena Aleksandrovna Smirnova (in russo Елена Александровна Смирнова?; San Pietroburgo, 18 maggio 1888 – Buenos Aires, 15 gennaio 1934) è stata una ballerina russa, ultima prima ballerina del Balletto Imperiale.

## Biografia
Elena Aleksandrovna Smirnova nacque a San Pietroburgo nel 1888 e studiò all'Scuola del Balletto Imperiale sotto Michel Fokine e Pavel Gerdt. Iniziò a danzare sulle scene del Teatro Mariinskij quando era ancora una studentessa e nel 1906, subito dopo il diploma, fu scritturata dal Balletto Imperiale. Nel 1907 ottenne ottime recensioni dopo aver danzato un pas de deux da La fille mal gardée con Vaclav Fomič Nižinskij. Nel 1909 fu scritturata da Sergej Pavlovič Djagilev per i Balletti russi a Parigi e li danzò nella prima assoluta a Le Pavillon d'Armide al Théâtre du Châtelet. Nel 1910 esordì al Teatro Bol'šoj, a Londra e a New York.
Nel 1911 danzò come Swanilda in Coppélia,  mentre nel 1912 fu Kitri in Don Chisciotte; Vera Krasovskaja la ritenne la miglior interprete della parte nella storia del balletto. Dal 1913 iniziò ad apparire in alcuni film muti (tra cui Ditja bolšovo goroda), mentre sulle scene ampliò il proprio repertorio con ruoli di Marius Petipa, inclusi Aspicia ne La figlia del faraone, Izora in Barbablù, Niriti ne Il talismano e le eponime protagoniste in Rajmonda e La Esmeralda. Nel 1916 fu proclamata prima ballerina del Balletto Imperiale e si unì alla tournée della compagnia in Giappone e Cina. Con lo scoppio della guerra civile, molti danzatori fuggirono da San Pietroburgo e Smirnova rimase l'unica prima ballerina del teatro. Continuò a danzare con la compagnia, mietendo grandi successi con la sua Aurora ne La bella addormentata, e danzò per l'ultima volta sulle scene russe l'8 febbraio 1920.
Nel 1920 fuggì dalla Russia con il marito Boris Romanov e, dopo una breve parentesi a Bucharest, cominciò a danzare a Berlino, dove fondò una propria compagnia. Nel 1924 furono scritturati per sette settimane al London Coliseum, ma i problemi economici la costrinsero a sciogliere la compagnia nel 1926. Dopo aver trascorso qualche tempo a Milano, nel 1928 emigrò in Argentina con il marito e iniziò a insegnare danza al Conservatorio Nacional Superior de Música.
Morì nel 1934 all'età di quarantacinque anni e fu sepolta al cimitero della Chacarita.